# HD compatible
HD compatible es un término usado en Europa, junto al término HD ready, para comercializar pantallas de computadoras y televisores.
Sin embargo, a diferencia del término HD ready (que tiene requisitos impuestos por la EICTA), el término HD compatible puede implicar muchas cosas diferentes.
Normalmente indica que la pantalla es capaz de tomar una señal de televisión de alta definición (HDTV) como entrada [de forma analógica (YPbPr), digital (DVI) o a través de un cable (HDMI)] pero que la señal es degradada a una resolución inferior. Esta resolución degradada puede ser incluso inferior a la definición estándar o SDTV (por ejemplo, VGA de 640×480 píxeles).
Por lo tanto, los consumidores deben buscar el logo HD ready en la pantalla.